# Vaseyochloa multinervosa
Vaseyochloa  es un género monotípico de plantas herbáceas,  perteneciente a la familia de las poáceas. Su única especie: Vaseyochloa multinervosa (Vasey) Hitchc., es originaria de Texas.

## Descripción
Son plantas perennes; rizomatosas y cespitosas. Con culmos de 40-100 cm de alto; herbáceas; no ramificadas anterior. Nodos de los culmos glabros. Plantas desarmadas. Las hojas no auriculadas.La lámina estrecha; de 1-4 mm de ancho; plana o enrollada (sin apretar involuta); sin glándulas multicelulares abaxiales; sin venación. La lígula es una franja de pelos. Contra-lígula presente (parcial, de los pelos). Son bisexuales, con espiguillas bisexuales; con los floretes hermafroditas.

## Taxonomía
Vaseyochloa multinervosa fue descrita por (Vasey) Hitchc. y publicado en Journal of the Washington Academy of Sciences 23(10): 452. 1933.
Etimología
El nombre del género se compone del nombre del botánico Vasey y de la palabra griega chloe (hierba).
multinervosa: epíteto latíno que significa "con muchos nervios"
Sinonimia
- Distichlis multinervosa  (Vasey) Piper
- Melica multinervosa Vasey
- Triodia multinervosa (Vasey) Hitchc.[4][5]